# Babatan (Kadugede)
Babatan is een bestuurslaag in het regentschap Kuningan van de provincie West-Java, Indonesië. Babatan telt 1402 inwoners (volkstelling 2010).